# 易家湾镇
易家湾镇，是中华人民共和国湖南省湘潭市岳塘区下辖的一个乡镇级行政单位。2015年11月19日，昭山乡、易家湾镇成建制合并设立昭山镇。

## 行政区划
易家湾镇下辖以下地区：
双建社区、大塘社区、路口社区、窑洲社区、新湖村、蒿塘村、金南村、新南村和红旗村。

## 交通
- 京广铁路：易家湾站